# مسابقات باشگاهی خلیج نوزدهم
مسابقات باشگاهی خلیج نوزدهم نوزدهمین دوره مسابقات باشگاهی خلیج برای باشگاه‌های کشورهای شورای همکاری خلیج فارس بود که در سال ۲۰۰۲ برگزار شد.

## نتایج
| تیم    | ب | پ | ت | ب | گ‌ز | گ‌خ | ت‌گ | ام |
| ------ | - | - | - | - | -- | -- | -- | -- |
| الاهلی | ۵ | ۴ | ۱ | ۰ | ۱۰ | ۴  | +۶ | ۱۳ |
| المحرق | ۵ | ۳ | ۰ | ۲ | ۷  | ۵  | +۲ | ۹  |
| الکویت | ۵ | ۲ | ۱ | ۲ | ۷  | ۸  | −۱ | ۷  |
| الشباب | ۵ | ۱ | ۲ | ۲ | ۷  | ۱۰ | −۳ | ۵  |
| ظفار   | ۵ | ۱ | ۱ | ۳ | ۵  | ۷  | −۲ | ۴  |
| العربی | ۵ | ۰ | ۳ | ۲ | ۴  | ۶  | −۲ | ۳  |

تمامی بازی‌ها در بحرین برگزار شد.
| ۱۱ مارس ۲۰۰۲ | ظفار   | ۰–۲ | المحرق |
| ۱۲ مارس ۲۰۰۲ | الاهلی | ۲–۱ | الکویت |
| ۱۲ مارس ۲۰۰۲ | الشباب | ۰–۰ | العربی |
| ۱۴ مارس ۲۰۰۲ | ظفار   | ۱–۲ | الکویت |
| ۱۴ مارس ۲۰۰۲ | المحرق | ۱–۰ | العربی |
| ۱۵ مارس ۲۰۰۲ | الاهلی | ۳–۱ | الشباب |
| ۱۶ مارس ۲۰۰۲ | العربی | ۱–۱ | ظفار   |
| ۱۷ مارس ۲۰۰۲ | الکویت | ۲–۲ | الشباب |
| ۱۷ مارس ۲۰۰۲ | المحرق | ۰–۱ | الاهلی |
| ۱۹ مارس ۲۰۰۲ | المحرق | ۲–۰ | الکویت |
| ۱۹ مارس ۲۰۰۲ | الاهلی | ۲–۲ | العربی |
| ۲۰ مارس ۲۰۰۲ | ظفار   | ۳–۰ | الشباب |
| ۲۱ مارس ۲۰۰۲ | العربی | ۱–۲ | الکویت |
| ۲۲ مارس ۲۰۰۲ | الاهلی | ۲–۰ | ظفار   |
| ۲۲ مارس ۲۰۰۲ | الشباب | ۴–۲ | المحرق |

## قهرمان
| قهرمان مسابقات باشگاهی خلیج ۲۰۰۲ |
| -------------------------------- |
| عربستان سعودی                    |
| الاهلی دومین عنوان               |